# Cho-Liang Lin
Cho-Liang Lin (林昭亮) es un violinista taiwanés. Lin nació en 1960 en Hsinchu una pequeña ciudad a 100 kilómetros al sur de Taipéi. Comenzó con el estudio del violín a la edad de 5 años, y tiempo después sus padres vieron el talento de su hijo y se dieron cuenta de que necesitaba un estudio más profundo del violín por lo que decidieron llevar a su hijo a Australia.

## Estudios
En 1972, Lin comenzó sus estudios en Australia con el profesor Robert Pikler, cuando tan solo tenía 12 años. En 1975, Lin fue a estudiar en el Juilliard School, en Nueva York con Dorothy DeLay. Cuando Cho-Liang tenía 18 años fue invitado a para tocar el concierto de Chaikovski con la Orquesta Filarmónica de Berlín dirigida por Riccardo Muti, poco después del concierto DeLay abandonó a Lin porque consideraba que 18 años no era la edad suficiente para que un violinista tocara este concierto.

## Primeras presentaciones
El debut público de Lin en Nueva York fue cuando tenía 19 años, donde tocó el Tercer Concierto de Mozart. En 1980 el veterano maestro de la Orquesta de Filadelfia, Eugene Ormandy llamó a Lin para tocar un concierto de Sibelius ya que el solista Henryk Szeryng no pudo presentarse, a Lin lo llamaron 36 horas antes del concierto por lo que no tuvo mucho tiempo para practicar, después de todas las dificultades Lin Cho-Liang tuvo una excelente presentación en el concierto.
Lin Cho-Liang ha tocado como solista en distintas orquestas de Noruega, Finlandia, Australia, Nueva Zelanda, Japón, Taiwán, Malasia, Canadá y Estados Unidos.

## Reconocimientos
- En 1997 Cho-Liang fundó el Festival Internacional de Música de Taipéi, el que ha sido el mayor festival de música clásica en la historia de Taiwán.

- En el año 2000 Cho-Liang fue nombrado instrumentista del año.[cita requerida]

- El violín con el cual toca Lin es un Guarneri del Gesù fabricado en el año 1734.

- Datos: Q712651
- Multimedia: Cho-Liang Lin / Q712651